# 이기용 (음악가)
이기용(1972년 ~ )은 대한민국의 음악가이다. 1997년 록 밴드 허클베리 핀을 결성해 활동하고 있고, 2004년 자신의 솔로 프로젝트 스왈로우(Swallow)의 음반을 발표하면서 스왈로우로서의 활동도 병행하고 있다.
음반 제작을 위해 직접 레이블 '샤'(Sha Label)를 설립했다. 이기용은 2005년 제2회 한국대중음악상에서 선정위원회 특별상을 수상했고, 2005년 발표한 스왈로우의 두 번째 앨범 Aresco는 제4회 한국대중음악상에서 올해의 앨범과 최우수 모던록 앨범에 선정되었다.
2016년 9월 가수 짙은과 함께 한 'morning there', 연주곡 '항해', 자신의 곡을 리메이크한 '두 사람' 3개의 싱글을 네이버 온스테이지에서 공개했다. 특히, 'morning there'는 네이버 '이주의 뮤직'에 선정되었다. 대한민국의 현실에 환멸을 느껴 현재는 제주도에 거처를 마련해 활동을 하고 있다.

## 학력
- 홍익대학교 영어영문학

## 디스코래피

### 정규 앨범
- 2004년 1월, Sun Insane. Sha Label/T Entertainment

※ 한국문화컨텐츠진흥원의 제작 지원에 의해 발매
- 2005년 11월. Aresco. Sha Label/CJ Music
- 2009년 10월. It. Sha Label/엠넷 미디어

## 그 외 참여곡

### 컴필레이션
- 2005년 11월, ''13th Floor Elevator'' : 롤리팝 옴니버스 앨범 Vol.1》

1. 눈 속의 겨울
- 2007년 3월, 《제4회 한국대중음악상 Nominees 2007》

2. 몇 세기 전의 사람을 만나고

### 싱글
- morning there(feat.짙은)
- 항해
- 두 사람(feat.이소영)

## 수상 이력
- 2005년 제2회 한국대중음악상 선정위원회 특별상
- 2007년 제4회 한국대중음악상 올해의 앨범

## 같이 보기
- 허클베리 핀